# Bernardino Cesari
Pour les articles homonymes, voir Cesari.

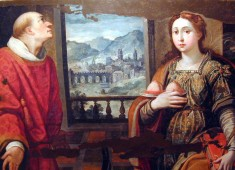
Les saints Étienne et Agathe.

Bernardino Cesari (Naples 1571-1622) est un peintre italien  de l'école napolitaine, actif à Rome et Naples à la fin du XVIe  et au début du  XVIIe siècle.

## Biographie
Bernardino Cesari a été un peintre de la fin de l'époque maniériste et du début du baroque.
En 1616, il assista son frère le Cavalier d'Arpin (Giuseppe Cesari) à la décoration de la chartreuse Saint-Martin à Naples et à la réalisation du grand Jugement dernier dans la chapelle des frères prêcheurs à Piedimonte d'Alife.
Il travailla aussi avec son frère au Mont Cassin (fresques du réfectoire et de la chambre de saint Benoît) et à Rome où il peignit le tableau à l'huile un Noli me tangere, une fresque sur Constantin le Grand, un Saint Pierre et trois tableaux à l'huile pour l'église des Saints-Cosme-et-Damien.

## Œuvres
- Fuite en Égypte,
- Destruction des enfants de Niobé
- Défaite d'Hannibal par Scipion l'africain,
- Noli me tangere,
- Persée et Andromède,
- Saint Pierre,
- Sainte Cécile,
- Diane et Actéon
- Les saints Étienne et Agathe,
- Décoration de la chartreuse Saint-Martin, Naples.
- Le Jugement dernier (fresque), chapelle des frères prêcheurs, Piedimonte d'Alife.
- La Bataille de Zama.

## Sources
- (en) Cet article est partiellement ou en totalité issu de l’article de Wikipédia en anglais intitulé « Bernardino Cesari » (voir la liste des auteurs).